# Agiortia pleiosperma
Agiortia pleiosperma är en ljungväxtart som först beskrevs av Ferdinand von Mueller, och fick sitt nu gällande namn av Christopher John Quinn. Agiortia pleiosperma ingår i släktet Agiortia och familjen ljungväxter. Inga underarter finns listade i Catalogue of Life.